# 水郷佐原あやめ祭り

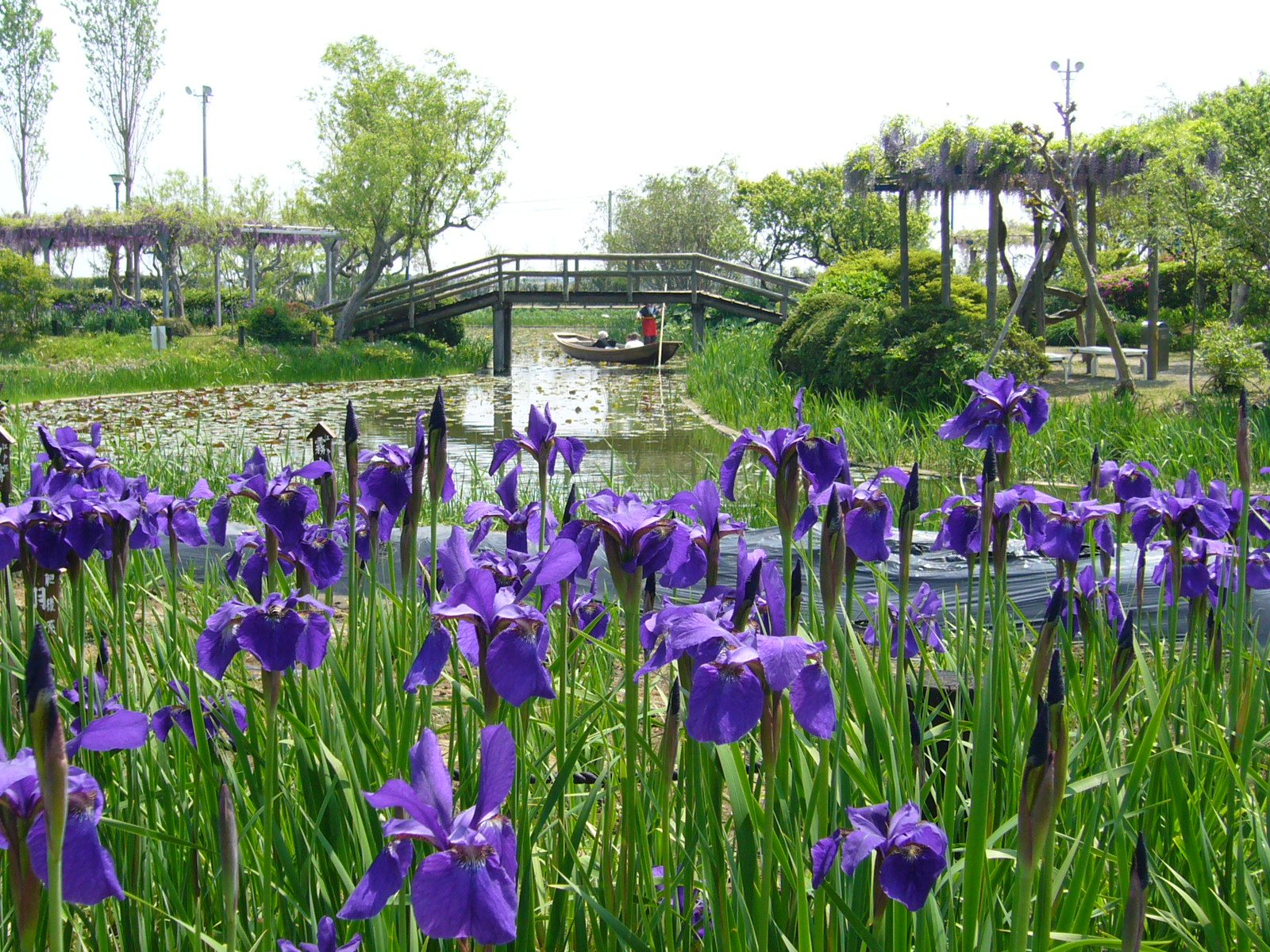
水郷佐原あやめパーク

水郷佐原あやめ祭り（すいごうさわらあやめまつり）は、毎年5月下旬から6月下旬にかけて千葉県香取市佐原の水郷佐原あやめパークで行われる祭りである。

## 概要
1969年（昭和44年）に開園した水郷筑波国定公園内の広さ・約6haに及ぶ水郷佐原あやめパーク（旧：水郷佐原水生植物園）で、祭りの期間中には400品種、150万本の紫・白・ピンク・青など、色とりどりの花菖蒲が一斉に咲く。また、園内の水路をサッパ舟と呼ばれる小舟に乗って巡り、水上からも花菖蒲を眺めることが出来る。伊勢系・肥後系・江戸系など400品種、150万本の花菖蒲は品種数で東洋一と唱われている。更に、品種数日本一の300品種以上の花ハスなど水辺の植物も植栽されている。

## 主なイベント
- 園内舟めぐり（所要時間約10分）
- 佐原囃子の演奏[2]
- 郷土芸能披露
- 嫁入り舟
- 野点

## アクセス
鉄道・高速バス
- JR成田線佐原駅から佐原循環バス（北佐原・新島ルート・平日運行のみ）で約35分。または、タクシーで約20分。
- JR鹿島線十二橋駅より徒歩で約40分。
- 東京駅発 高速バス「あそう号」鉾田駅行き 「水郷佐原あやめパーク入口」バス停下車。

車・バイク・団体バス
- 東関東自動車道 佐原香取ICから20分。または、首都圏中央連絡自動車道 神崎ICから25分。 無料駐車場あり（普通車500台、大型車30台）

## 周辺
- 佐原の歴史的町並み（重要伝統的建造物群保存地区）
- 伊能忠敬記念館
- 伊能忠敬旧宅
- 水郷佐原山車会館
- 観福寺
- 香取神宮

## 時間・料金
開園時間
- 通常期間 - 午前9時〜午後4時半
- あやめ祭り開催期間（5月29日～6月27日） - 午前8時〜午後6時
- はす祭り開催期間（7月3日～8月1日） - 午前8時〜午後4時半
  - 休園は、月曜日（祝日の場合は翌平日）と、年末年始12月28日〜1月4日。ただし、あやめ祭り・はす祭り期間中は無休。

入場料
- シーズンによって入場料金が異なる（団体割引あり）が、下記以外のシーズン期間外（12月〜3月）は、入園無料。
  - あやめ祭り開催期間 - 大人：800円、65歳以上：700円、小・中学生：400円
  - 5月〜8月 - 大人：600円、65歳以上：500円、小・中学生：300円
  - 4月・9月～11月 - 大人：200円、65歳以上：150円、小・中学生：100円

サッパ舟 乗船料
- 中学生以上：500円（団体：400円）、３歳から小学生：200円